# Zhang Binglin

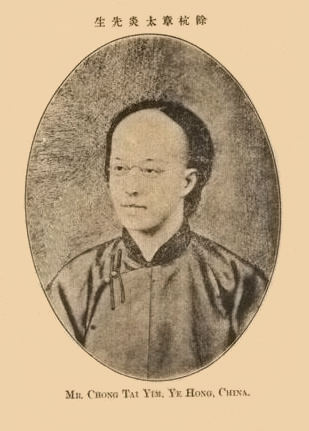
Zhang Binglin

Zhang Binglin (chinesisch 章炳麟, Pinyin Zhāng Bǐnglín, W.-G. Chang Ping-lin) (* 25. Dezember 1868 in Yuhang, Chinesisches Kaiserreich; † 14. Juni 1936 in Suzhou, Republik China), auch Zhang Taiyan, war ein chinesischer Philologe und Revolutionär.
Sein wichtigstes philologisches Werk war das Wen Shi (文始 "Die Ursprünge der Schrift"), die erste systematische Arbeit zur Etymologie des Chinesischen. Er trug auch zur Erforschung historischer chinesischer Phonologie bei und entwickelte ein auf der Siegelschrift basierendes Kurzschrift-System, das Jiyin Zimu (記音字母), das später zur Basis des Zhuyin wurde. Obwohl Zhang in vielerlei Hinsicht innovativ war, war er skeptisch in Bezug auf neue archäologische Funde und hielt die entdeckten Orakelknochen und ihre Inschriften für Fälschungen.
Neben seinem Gelehrtendasein war Zhang auch politisch als Mitglied der Tongmenghui und der Guangfuhui aktiv und verfasste eine Reihe politischer Schriften. Diese brachten ihn schon zu Zeiten der Qing-Dynastie ins Gefängnis und auch unter der Regierung von Yuan Shikai wurde er erneut für drei Jahre unter Hausarrest gestellt.
Zhang hatte fünf Kinder von zwei verschiedenen Ehefrauen.